# Badia de Prydz
La badia de Prydz és una badia situada a l'Antàrtida, entre les costes de Lars i Ingrid Christensen. És l'extrem aigües avall d'un enorme sistema de drenatge glacial que comença a l'interior de l'Antàrtida Oriental. La glacera de Lambert flueix des de la fosa de Lambert cap a la barrera de gel d'Amery, al sud-oest de la badia de Prydz. Altres glaceres importants drenen a l'extrem sud de la barrera de gel d'Amery.
Mar endins la badia mostra una batimetria típica de marges glacials amb aigües més profundes prop de la costa i una àmplia conca topogràfica, la depressió d'Amery, a 700 metres de profunditat al llarg de la capçalera de la barrera d'Amery.

## Història
El gener i febrer de 1931, baleners noruecs i l'expedició britànica-australiana-neozelandesa (BANZARE) veieren algunes parts de la badia. El febrer de 1935 fou explorada pel balener noruec Klarius Mikkelsen a bord del Thorshavn, i fou cartografiada a partir de fotografies aèries fetes per l'expedició de Lars Christensen de 1936-1937. La badia fou nomenada en honor d'Olaf Prydz, director general del Hvalfangernes Assuranceforening a Sandefjord, Noruega.

## Bases d'investigació
A la badia, o molt properes a ella, hi ha diverses bases científiques: l'australiana Davis, la russa Progrés, la romanesa Law-Racoviță i la xinesa Zhongshan.